# Universidad Nacional Abierta
La Universidad Nacional Abierta (UNA) es una universidad pública de Venezuela dedicada a la educación a distancia. Es la única institución universitaria en el país con esta modalidad como enfoque principal. Cuenta con más de 67 sedes a lo largo de toda Venezuela, lo que la convierte en una de las universidades más grandes del país.

## Historia
La UNA es una institución de educación superior cuyo objetivo es formar profesionales en áreas prioritarias del desarrollo social, a través de un sistema de educación abierta y a distancia basado en medios modernos de comunicación. Su sede central está ubicada en Caracas, pero su radio de acción abarca todo el territorio venezolano mediante Centros Locales y Oficinas de Apoyo.
Según sus estatutos, la UNA es una institución de derecho público, con personalidad jurídica y patrimonio propio. Opera en régimen experimental, de acuerdo con la Constitución Nacional y las leyes. Su actividad se fundamenta en la libertad académica, que se materializa en el ejercicio de la docencia, la investigación y la extensión universitaria. La Universidad garantiza la libre expresión en la difusión del pensamiento y en la producción y creación artística, humanística, científica y técnica.
El sistema de educación a distancia ha tenido partidarios en Venezuela desde la década de 1950, inicialmente a través de los "estudios por correspondencia". En la década de 1970, surgieron ensayos de educación a distancia dentro de algunas universidades existentes. Los problemas de masificación, democratización, financiamiento, costos y pertinencia para el desarrollo en la educación superior, llevaron al Estado a estudiar nuevas estrategias educativas, empleando sistemas multimedios institucionales.
El 15 de julio de 1975, se creó la Comisión Organizadora de la Universidad, destinada a la formación de profesionales en áreas prioritarias para el desarrollo nacional, utilizando sistemas no tradicionales como la educación a distancia y la teleeducación. La UNA fue la primera institución en el país en emplear estas modalidades de enseñanza. Además, fue concebida para operar a escala nacional, atendiendo a estudiantes de todas las regiones de Venezuela.
El 9 de mayo de 1976, se nombró una “Comisión Organizadora de la Universidad Nacional Abierta”, oficializándose el nombre de la institución. El proyecto de la Universidad fue presentado al Consejo Nacional de Universidades y al Ejecutivo Nacional en julio de 1977.
La Oficina de Planificación del Sector Universitario (OPSU) y el Consejo Nacional de Universidades (CNU) presentaron sus observaciones el 16 de septiembre de 1977. El proyecto fue aprobado por el presidente de la República, Carlos Andrés Pérez, el 27 de septiembre de 1977. Desde entonces, la UNA se constituyó como una realidad en el sistema educativo venezolano.

## Educación a Distancia

### Estrategias Instruccionales
La educación a distancia en la UNA es un proceso de formación independiente, dirigido por el estudiante, con el apoyo principal de material instruccional impreso. El estudiante es responsable de planificar y organizar su tiempo para cumplir con las exigencias del curso.
Además del material escrito, se utilizan mensajes instruccionales y educativos audiovisuales a través de radio, televisión y aulas virtuales. La comunicación directa con el docente no se excluye, sino que adquiere una nueva dimensión gracias al apoyo tecnológico. El docente se convierte en un facilitador y asesor del aprendizaje, creando situaciones con medios innovadores que permiten al alumno desarrollar las habilidades necesarias.
La educación a distancia en la UNA responde a la necesidad y derecho a una educación permanente. Atiende a una población adulta que desea iniciar o continuar estudios, independientemente de sus obligaciones laborales, sociales o familiares. Supera la barrera entre la escuela y la vida, haciendo realidad la igualdad de oportunidades en el acceso a la educación.

### Estrategias Evaluativas
El sistema de evaluación de la UNA se basa en la autoevaluación, la evaluación formativa y la evaluación sumativa. Los dos primeros tipos están a cargo del estudiante y del asesor. La evaluación sumativa verifica las competencias logradas por el alumno como resultado de su aprendizaje, a través de la correspondencia entre las competencias evidenciadas en las evaluaciones y las exigidas por los objetivos de aprendizaje, indicados en el plan de evaluación de la asignatura.
El Plan de Curso es un documento oficial que informa al estudiante sobre los objetivos, estrategias y decisiones tomadas en la planificación de la evaluación de una asignatura, que se administrarán durante el lapso académico.
El objetivo es un enunciado que define la competencia final que el estudiante debe lograr en relación con una o más unidades instruccionales establecidas para la asignatura.
La evaluación se realiza principalmente a través de pruebas escritas (aproximadamente el 80%), pero también se utilizan otros instrumentos como ensayos, mapas de conceptos, trabajos prácticos y portafolios.

## Gobierno Universitario
- Consejo Superior: Es el máximo órgano asesor para la determinación de las políticas y evaluación del funcionamiento de la universidad. Está integrado por:

 :* El presidente del Consejo Superior.
 :* El Rector.
 :* Tres representantes profesorales.
 :* Dos representantes estudiantiles.
 :* Un representante de los egresados.
 :* Representantes de diversos organismos del sector educativo, laboral, científico y productivo del país.
- Consejo Directivo: Es el órgano de dirección, coordinación y administración del sistema de la universidad. Está integrado por:

 :* El Rector.
 :* Los Vicerrectores Académico y Administrativo.
 :* El Secretario.
 :* Un representante profesoral.
 :* Un representante estudiantil.
 :* Un representante de los egresados.
 :* Un representante del Ministerio del Poder Popular para Educación Superior y Ciencia y Tecnología.
- Consejo de Apelaciones: Es el órgano encargado de conocer y decidir, en última instancia administrativa, los recursos interpuestos contra las decisiones del Consejo Directivo en materia de sanciones disciplinarias al personal académico y sobre las medidas disciplinarias impuestas a los estudiantes. Está integrado por tres profesores principales y tres suplentes, con categoría no inferior a la de Agregado.
- Consejo Académico: Es el organismo destinado a estudiar las cuestiones relacionadas con las funciones de docencia, investigación y extensión de la universidad. Está integrado por:

 :* El Vicerrector Académico.
 :* El Director de Investigaciones y Postgrado.
 :* Los coordinadores de los subprogramas del Vicerrectorado Académico.
 :* Tres representantes profesorales.
 :* Dos estudiantes ordinarios.

## Carreras
La Universidad Nacional Abierta (UNA) ofrece programas de pregrado y postgrado en diversas áreas del conocimiento.
Pregrado:
- Área de Administración y Contaduría
  - Administración de Empresas
  - Administración de Empresas Mención: Riesgos y Seguros
  - Contaduría Pública
  - Técnico Superior Universitario en Contaduría
- Área de Educación
  - Preescolar
  - Dificultades de aprendizaje
  - Matemática (Educación)
  - Educación Integral
  - Técnico Superior Universitario en Educación Integral
- Área de Matemática
  - Licenciatura en Matemática
- Área de Ingeniería
  - Ingeniería de Sistemas
  - Ingeniería Industrial
  - Técnico Superior Universitario en Seguridad Industrial
  - Técnico Superior Universitario en Mantenimiento de Sistemas Informáticos

Postgrado:
- Especializaciones:
  - Telemática e Informática en Educación a Distancia. Enlace: http://dip.una.edu.ve/index.php?page=presentacioneti Archivado el 31 de diciembre de 2013 en Wayback Machine.
  - Derechos Humanos. Enlace: http://dip.una.edu.ve/index.php?page=presentacionddhh Archivado el 31 de diciembre de 2013 en Wayback Machine.
- Maestrías:
  - Educación Abierta y a Distancia. Enlace: http://dip.una.edu.ve/index.php?page=presentacionmead (enlace roto disponible en Internet Archive; véase el historial, la primera versión y la última)..
  - Administración de Negocios. Enlace: http://dip.una.edu.ve/index.php?page=presentacionnegocios Archivado el 31 de diciembre de 2013 en Wayback Machine.
  - Administración Educativa. Enlace: http://dip.una.edu.ve/index.php?page=presentacioneducacion Archivado el 31 de diciembre de 2013 en Wayback Machine.
  - Planificación de la Educación. Enlace: http://dip.una.edu.ve/index.php?page=presentPlanifsubMen Archivado el 31 de diciembre de 2013 en Wayback Machine.
- Doctorados:
  - Programas de doctorado en convenio con la Universidad Politécnica de Madrid[2] y la Universidad de Córdoba.[3]

## Símbolos
Emblema
El emblema de la Universidad, aprobado por el Consejo Directivo el 26 de septiembre de 1978, fue diseñado por Van Dalen García y Francisco Quilici. Consiste en una etiqueta cuadrada con dos (2) grandes ondas entrelazadas, que incluyen las letras iniciales U.N.A., representación abreviada del nombre de la Institución.
Himno
Poesía: Coronel Víctor José Higuera Castellanos
Música: Alberto Grau
I
El clarín de la UNA despierta
a tomar del saber las banderas
y las bate por ondas alertas,
sacudiendo al país, sin fronteras
II
De la UNA es sagrado deber
realizarse en el suelo natal,
conservar y crear el saber
democrático gesto inmortal.
III
De la Patria el nivel superior
se convierte en derecho del pueblo
y el afán de una vida mejor
va trillando glorioso sendero.
IV
A inscribirse la UNA te invita
a estudiar con cariño y tezón,
el samán con su sombra te abriga
y Bolívar te da su calor.

## Autoridades del Consejo Directivo
| Período   | Rector                    | Vicerrector(a) Académico  | Vicerrector(a) Administrativo | Secretario(a)               |
| --------- | ------------------------- | ------------------------- | ----------------------------- | --------------------------- |
| 2022-2025 | Néstor Leal Ortíz         | Néstor Leal Ortíz         | Arnaldo Escalona              | Arelis Coromoto Saavedra    |
| 2006-2022 | Manuel Castro Pereira (†) | Néstor Leal Ortíz         | Arnaldo Escalona              | Arelis Coromoto Saavedra    |
| 2001-2005 | Maruja Romero             | Manuel Castro Pereira (†) | José Ramón Ortíz              | Rose Mary Díaz del Valle    |
| 1997-2001 | Gustavo Luis Carrera      | Maruja Romero             | Arnaldo Escalona              | Josefina Tugues             |
| 1992-1996 | Socorro Peraza (†)        | Ramona Akl                | Rigoberto Fernández           | Lily Stojanovic de Casas    |
| 1988-1992 | Gustavo Luis Carrera      | Rose Mary Díaz del Valle  | Migdalia Perozo               | Milton Granados Pomenta     |
| 1984-1988 | Aline Lampe Joubert (†)   | Armando Villarroel        | Orlando Armitano              | Milton Granados Pomenta     |
| 1980-1984 | Héctor Isava (†)          | Víctor Guédes             | Orlando Armitano              | Gustavo Martín Fragachán(+) |
| 1978-1980 | Miguel Casas Armengol (†) | Miguel Escotet            | Elizabeth Y. de Caldera       | José Félix Rivas            |